# Смолянка (Черниговская область)
Смо́лянка (укр. Смолянка) — село Черниговского района Черниговской области Украины, центр сельского совета. Население 1 334 человек.
Код КОАТУУ: 7422787001. Почтовый индекс: 16333. Телефонный код: +380 4643.

## Власть
Орган местного самоуправления — Смолянский сельский совет, в подчинении которого также село Коростень. Почтовый адрес: 16333, Черниговская обл., Куликовский р-н, с. Смолянка, ул. Викторова 68, тел. 2-81-44.

## История
В ХІХ столетии село Смолянка было в составе Дроздовской волости Нежинского уезда Черниговской губернии. В селе была Николаевская церковь. Священнослужители Николаевской церкви:
- 1782 — священник Прокоп Лукьянович Маляревский
- 1808 — священник Прокоп Лукьянович Славотинский

В рамках административной реформы 2020 года Смолянка вошла в состав Черниговского района Черниговской области.

## Известные уроженцы
- Андрей Ярмоленко — украинский футболист.